# Mohamed Khouna Ould Haidalla

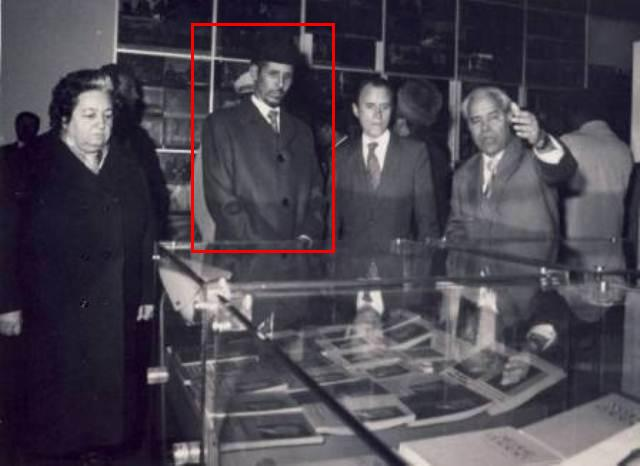
Mohamed Khouna Ould Haidalla

Mohammed Khouna Ould Haidalla, auch: Haydallah (arabisch محمد خونه ولد هيداله, DMG Muḥammad Ḫūnā walad Haidālah; * 1940 in Nouadhibou) war von 1980 bis 1984 Staatschef von Mauretanien.

## Leben
Mohammed Khouna Ould Haidallas Familie gehört zu einem Scherifen-Stamm, der die Kolonialmacht Frankreich in Mauretanien bis zur Unabhängigkeit bekämpft hat. Er trat 1962 in die mauretanische Armee ein und besuchte die Militärschule Saint-Cyr. Im Juli 1978 wurde er zum Oberstleutnant befördert und Generalstabschef der mauretanischen Armee, im April 1979 wurde er Verteidigungsminister der seit dem Vorjahr regierenden Militärjunta Comité Militaire de Salut National (CMSN).
Am 31. Mai 1979 wurde er Premierminister, nachdem sein Vorgänger bei einem Flugzeugabsturz ums Leben gekommen war. Seiner Regierung gelang es, Mauretaniens kostspielige und bislang erfolglose Verwicklung in den Westsaharakonflikt durch ein Abkommen mit der POLISARIO zu beenden. Präsident Mohamed Mahmoud Ould Louly wurde am 4. Januar 1980 abgesetzt und Mohammed Khouna Ould Haidalla wurde sein Nachfolger und Vorsitzender des CMSN. Das Amt des Premierministers gab er Ende 1980 auf.
Außenpolitisch strebte er eine enge Zusammenarbeit der Staaten des Maghreb an und veranlasste Ende 1983 den Beitritt seines Landes zu einem Kooperationsvertrag zwischen Algerien und Tunesien, wobei Algerien der wichtigste Gegenspieler von Mauretaniens bisherigem Partner Marokko im Westsaharakonflikt war.
Am 8. März 1984 enthob er Maaouya Ould Sid’Ahmed Taya wegen Unfähigkeit von seinen Ämtern als Regierungschef und Verteidigungsminister, er blieb aber Generalstabschef. Während einer Auslandsreise wurde er am 12. Dezember 1984 von Frankreich unter der direkten Leitung des französischen Präsidenten François Mitterrand und seines Generalstabschefs Jeannou Lacaze durch deren Mann Maaouya Ould Sid’Ahmed Taya abgesetzt, dem dasselbe während einer seiner Reisen am 3. August 2005 ebenfalls widerfuhr. Es ist hier zu erwähnen, dass Mohamed Khouna Ould Haidalla direkt nach dem Putsch gegen ihn nach Mauretanien zurückkam, obwohl er viele andere Möglichkeiten gehabt hatte, trotz der Gefahr, die ihn nach dem Putsch in seinem Land erwartete. Maaouya Ould Sid’Ahmed Taya wollte nach dem Putsch gegen ihn nicht nach Mauretanien zurückkehren, sondern bevorzugte das "goldene" Asyl in Katar.
Mohamed Khouna Ould Haidalla verbrachte eine Zeit lang in Gefangenschaft. Am 7. November 2003 trat er gegen Maaouya Ould Sid’Ahmed Taya erfolglos bei Präsidentschaftswahlen an. Bei diesen Wahlen, deren Korrektheit angezweifelt wurde, erhielt er 18,67 % der Stimmen gegenüber 67,02 % für Maaouya Ould Sid’Ahmed Taya. Sein Protest blieb vergeblich und er wurde am Jahresende inhaftiert und zu fünf Jahren Gefängnis verurteilt. Sein Fall wurde von der spanischen Sektion von Amnesty International aufgegriffen. Anfang 2005 wurde er freigelassen. Einer von seinen Gefolgsleuten gegründeten Partei wurde im April 2005 die Zulassung verweigert. In einem Interview im August 2005 begrüßte er den gerade erfolgten Sturz Tayas.